# Lyell Lake
Der Lyell Lake ist ein See auf Südgeorgien. Er liegt an der Ostflanke des Lyell-Gletschers. Der moränengesäumte See weist oberhalb des gegenwärtigen Seespiegels eine Reihe Terrassen auf, welche auf vormals höhere Wasserstände im See schließen lassen.
Das UK Antarctic Place-Names Committee benannte ihn 1991 in Anlehnung an die Benennung des benachbarten Gletschers. Dessen Namensgeber ist der britische Geologe Charles Lyell (1797–1875).